# Аквапеза
Аквапеза (итал. Acquappesa) је насеље у Италији у округу Козенца, региону Калабрија.
Према процени из 2011. у насељу је живело 377 становника. Насеље се налази на надморској висини од 100 м.

## Становништво
Према резултатима пописа становништва 2011. у општини је живело 1.910 становника.
| 1931. | 1936. | 1951. | 1961. | 1971. | 1981. | 1991. | 2001. | 2011. |
| ----- | ----- | ----- | ----- | ----- | ----- | ----- | ----- | ----- |
| 2.288 | 2.158 | 2.418 | 2.202 | 2.142 | 2.072 | 2.133 | 2.068 | 1.910 |